# Heterusia obtusa
Heterusia obtusa är en fjärilsart som beskrevs av Paul Dognin 1911. Heterusia obtusa ingår i släktet Heterusia och familjen mätare. Inga underarter finns listade i Catalogue of Life.